# Liste der Nummer-eins-Hits in Mexiko (2019)
Diese Liste der Nummer-eins-Hits basiert auf den offiziellen mexikanischen Streaming- und Albumcharts im Jahr 2019, die durch AMPROFON, die nationale Landesgruppe der IFPI, ermittelt werden. Aufgrund mangelnder Archivierung der Chartseiten sind nicht zu allen Wochen Chartdaten verfügbar.

## Singles
| ← 2018 ← | Liste der Nummer-eins-Hits in Mexiko | Liste der Nummer-eins-Hits in Mexiko                    | Liste der Nummer-eins-Hits in Mexiko | 2020 →                    |
| \| Zeitraum \| Wo. ges. \| Interpret \| Titel Autor(en) \| Zusätzliche Informationen \| \| (Zeitraum, Wochen auf Platz eins, Interpret, Titel, Autor[en], zusätzliche Informationen) \| \| \| \| \| \| ----------------------------------------------------------------------------------------- \| -------- \| ------------------------------------------------------- \| ----------------------------------------------------------------------------------------------------------------------------------------------- \| ------------------------- \| \| 1. Februar 2019 – 14. Februar 2019 2 Wochen (insgesamt 4) \| 4 \| Pedro Capó feat. Farruko \| Calma (Remix)[1][2] Pedro Capó, Carlos Efrén Reyes Rosado, George Noriega, Gabriel Edgar Gonzalez Perez, Franklin Jovani Martínez, Sharo Towers \| – \| \| 5. April 2019 – 2. Mai 2019 4 Wochen \| 4 \| Daddy Yankee feat. Snow \| Con calma[3][4][5][6] Ramón Ayala, Darrin O’Brien, Juan Rivera \| – \| \| 3. Mai 2019 – 9. Mai 2019 1 Woche \| 1 \| Maluma \| HP[7] \| – \| \| 17. Mai 2019 – 23. Mai 2019 1 Woche (insgesamt 7) \| 7 \| Sech feat. Darell \| Otro trago[8] Carlos Isaias, Morales Williams, Darell Castro \| – \| \| 31. Mai 2019 – 11. Juli 2019 6 Wochen (insgesamt 7) \| 7 \| Sech feat. Darell \| Otro trago[9][10][11][12][13][14] Carlos Isaias, Morales Williams, Darell Castro \| – \| \| 12. Juli 2019 – 25. Juli 2019 2 Wochen \| 2 \| Tainy & Bad Bunny \| Callaita[15][16] Benito Martinez \| – \| \| 26. Juli 2019 – 22. August 2019 4 Wochen (insgesamt 10) \| 10 \| Anuel AA, Daddy Yankee & Karol G feat. J Balvin & Ozuna \| China[17][18][19][20] \| – \| \| 30. August 2019 – 10. Oktober 2019 6 Wochen (insgesamt 10) \| 10 \| Anuel AA, Daddy Yankee & Karol G feat. J Balvin & Ozuna \| China[21][22][23][24][25][26] \| – \| \| 11. Oktober 2019 – 31. Oktober 2019 3 Wochen \| 3 \| J Balvin & Bad Bunny \| La canción[27][28][29][30] José Osorio, Benito Martinez, Alejandro Ramirez, Jose Arroyo \| – \| \| 1. November 2019 – 21. November 2019 3 Wochen \| 3 \| The Black Eyed Peas & J Balvin \| Ritmo (Bad Boys for Life)[31][32][33] \| – \| \| 22. November 2019 – 28. November 2019 1 Woche \| 1 \| Bad Bunny \| Vete[34] \| – \| \| 29. November 2019 – 27. Februar 2020 13 Wochen \| 13 \| Nicki Minaj & Karol G \| Tusa[35][36] Onika Tanya Maraj, Kevyn Mauricio Cruz Moreno, Daniel Echavarría Oviedo, Carolina Giraldo Navarro, Juan Camilo Vargas Vásquez \| – \| |                                      |                                                         | |                           |
| ← 2018 |                                      |                                                         | | → 2020 →                  |
| Zeitraum | Wo. ges.                             | Interpret                                               | Titel Autor(en) | Zusätzliche Informationen |
| (Zeitraum, Wochen auf Platz eins, Interpret, Titel, Autor[en], zusätzliche Informationen) |                                      |                                                         | |                           |
| 1. Februar 2019 – 14. Februar 2019 2 Wochen (insgesamt 4) | 4                                    | Pedro Capó feat. Farruko                                | Calma (Remix) Pedro Capó, Carlos Efrén Reyes Rosado, George Noriega, Gabriel Edgar Gonzalez Perez, Franklin Jovani Martínez, Sharo Towers | –                         |
| 5. April 2019 – 2. Mai 2019 4 Wochen | 4                                    | Daddy Yankee feat. Snow                                 | Con calma Ramón Ayala, Darrin O’Brien, Juan Rivera                                                                                        | –                         |
| 3. Mai 2019 – 9. Mai 2019 1 Woche | 1                                    | Maluma                                                  | HP | –                         |
| 17. Mai 2019 – 23. Mai 2019 1 Woche (insgesamt 7) | 7                                    | Sech feat. Darell                                       | Otro trago Carlos Isaias, Morales Williams, Darell Castro                                                                                 | –                         |
| 31. Mai 2019 – 11. Juli 2019 6 Wochen (insgesamt 7) | 7                                    | Sech feat. Darell                                       | Otro trago Carlos Isaias, Morales Williams, Darell Castro                                                                                 | –                         |
| 12. Juli 2019 – 25. Juli 2019 2 Wochen | 2                                    | Tainy & Bad Bunny                                       | Callaita Benito Martinez | –                         |
| 26. Juli 2019 – 22. August 2019 4 Wochen (insgesamt 10) | 10                                   | Anuel AA, Daddy Yankee & Karol G feat. J Balvin & Ozuna | China | –                         |
| 30. August 2019 – 10. Oktober 2019 6 Wochen (insgesamt 10) | 10                                   | Anuel AA, Daddy Yankee & Karol G feat. J Balvin & Ozuna | China | –                         |
| 11. Oktober 2019 – 31. Oktober 2019 3 Wochen | 3                                    | J Balvin & Bad Bunny                                    | La canción José Osorio, Benito Martinez, Alejandro Ramirez, Jose Arroyo                                                                   | –                         |
| 1. November 2019 – 21. November 2019 3 Wochen | 3                                    | The Black Eyed Peas & J Balvin                          | Ritmo (Bad Boys for Life) | –                         |
| 22. November 2019 – 28. November 2019 1 Woche | 1                                    | Bad Bunny                                               | Vete | –                         |
| 29. November 2019 – 27. Februar 2020 13 Wochen | 13                                   | Nicki Minaj & Karol G                                   | Tusa Onika Tanya Maraj, Kevyn Mauricio Cruz Moreno, Daniel Echavarría Oviedo, Carolina Giraldo Navarro, Juan Camilo Vargas Vásquez        | –                         |

## Alben
| ← 2018 ← | Liste der Nummer-eins-Hits in Mexiko | Liste der Nummer-eins-Hits in Mexiko | Liste der Nummer-eins-Hits in Mexiko                      | 2020 →                    |
| \| Zeitraum \| Wo. ges. \| Interpret \| Titel \| Zusätzliche Informationen \| \| (Zeitraum, Wochen auf Platz eins, Interpret, Titel, zusätzliche Informationen) \| \| \| \| \| \| ------------------------------------------------------------------------------ \| -------- \| ------------------------ \| ------------------------------------------------------------- \| ------------------------- \| \| 18. Januar 2019 – 24. Januar 2019 1 Woche (insgesamt 3) \| 3 \| Queen \| Bohemian Rhapsody[37] \| – \| \| 22. März 2019 – 28. März 2019 1 Woche \| 1 \| Hombres G \| Resurrección[38] \| – \| \| 29. März 2019 – 11. April 2019 2 Wochen (insgesamt 4) \| 4 \| Verschiedene Interpreten \| 90's Pop Tour 3[39][40] \| – \| \| 19. April 2019 – 25. April 2019 1 Woche (insgesamt 4) \| 4 \| Verschiedene Interpreten \| 90's Pop Tour 3[41] \| – \| \| 3. Mai 2019 – 9. Mai 2019 1 Woche (insgesamt 4) \| 4 \| Verschiedene Interpreten \| 90's Pop Tour 3[42] \| – \| \| 10. Mai 2019 – 23. Mai 2019 2 Wochen \| 2 \| Emilio \| Emilio[43][44] \| – \| \| 31. Mai 2019 – 6. Juni 2019 1 Woche \| 1 \| Gloria Trevi \| Diosa de la Noche[45] \| – \| \| 7. Juni 2019 – 13. Juni 2019 1 Woche \| 1 \| Jonas Brothers \| Happiness Begins[46] \| – \| \| 21. Juni 2019 – 4. Juli 2019 2 Wochen (insgesamt 4) \| 4 \| María José \| Conexión[47][48] \| – \| \| 5. Juli 2019 – 18. Juli 2019 2 Wochen \| 2 \| Banda los Recoditos \| Perfecta[49][50] \| – \| \| 19. Juli 2019 – 25. Juli 2019 1 Woche \| 1 \| Adexe y Nau \| Como Lo Estamo' Haciendo[51] \| – \| \| 26. Juli 2019 – 8. August 2019 2 Wochen (insgesamt 4) \| 4 \| María José \| Conexión[52][53] \| – \| \| 23. August 2019 – 5. September 2019 2 Wochen \| 2 \| Taylor Swift \| Lover[54][55] \| – \| \| 6. September 2019 – 19. September 2019 2 Wochen (insgesamt 3) \| 3 \| Natalia Jiménez \| México de mi Corazón[56][57] \| – \| \| 27. September 2019 – 3. Oktober 2019 1 Woche (insgesamt 3) \| 3 \| Natalia Jiménez \| México de mi Corazón[58] \| – \| \| 18. Oktober 2019 – 24. Oktober 2019 1 Woche \| 1 \| Los Ángeles Negros \| 50 años 1968-2018: antes que ustedes nos olviden, en vivo[59] \| – \| \| 1. November 2019 – 7. November 2019 1 Woche (insgesamt 2) \| 2 \| Café Tacuba \| Un segundo MTV Unplugged[60] \| – \| \| 15. November 2019 – 21. November 2019 1 Woche (insgesamt 2) \| 2 \| Café Tacuba \| Un segundo MTV Unplugged[61] \| – \| \| 6. Dezember 2019 – 12. Dezember 2019 1 Woche \| 1 \| Sonora Santanera \| Homenaje a la Música Tropical \| – \| \| 13. Dezember 2019 – 16. Januar 2020 5 Wochen \| 5 \| Harry Styles \| Fine Line \| – \| |                                      |                                      |                                                           |                           |
| ← 2018 |                                      |                                      |                                                           | → 2020 →                  |
| Zeitraum | Wo. ges.                             | Interpret                            | Titel                                                     | Zusätzliche Informationen |
| (Zeitraum, Wochen auf Platz eins, Interpret, Titel, zusätzliche Informationen) |                                      |                                      |                                                           |                           |
| 18. Januar 2019 – 24. Januar 2019 1 Woche (insgesamt 3) | 3                                    | Queen                                | Bohemian Rhapsody                                         | –                         |
| 22. März 2019 – 28. März 2019 1 Woche | 1                                    | Hombres G                            | Resurrección                                              | –                         |
| 29. März 2019 – 11. April 2019 2 Wochen (insgesamt 4) | 4                                    | Verschiedene Interpreten             | 90's Pop Tour 3                                           | –                         |
| 19. April 2019 – 25. April 2019 1 Woche (insgesamt 4) | 4                                    | Verschiedene Interpreten             | 90's Pop Tour 3                                           | –                         |
| 3. Mai 2019 – 9. Mai 2019 1 Woche (insgesamt 4) | 4                                    | Verschiedene Interpreten             | 90's Pop Tour 3                                           | –                         |
| 10. Mai 2019 – 23. Mai 2019 2 Wochen | 2                                    | Emilio                               | Emilio                                                    | –                         |
| 31. Mai 2019 – 6. Juni 2019 1 Woche | 1                                    | Gloria Trevi                         | Diosa de la Noche                                         | –                         |
| 7. Juni 2019 – 13. Juni 2019 1 Woche | 1                                    | Jonas Brothers                       | Happiness Begins                                          | –                         |
| 21. Juni 2019 – 4. Juli 2019 2 Wochen (insgesamt 4) | 4                                    | María José                           | Conexión                                                  | –                         |
| 5. Juli 2019 – 18. Juli 2019 2 Wochen | 2                                    | Banda los Recoditos                  | Perfecta                                                  | –                         |
| 19. Juli 2019 – 25. Juli 2019 1 Woche | 1                                    | Adexe y Nau                          | Como Lo Estamo' Haciendo                                  | –                         |
| 26. Juli 2019 – 8. August 2019 2 Wochen (insgesamt 4) | 4                                    | María José                           | Conexión                                                  | –                         |
| 23. August 2019 – 5. September 2019 2 Wochen | 2                                    | Taylor Swift                         | Lover                                                     | –                         |
| 6. September 2019 – 19. September 2019 2 Wochen (insgesamt 3) | 3                                    | Natalia Jiménez                      | México de mi Corazón                                      | –                         |
| 27. September 2019 – 3. Oktober 2019 1 Woche (insgesamt 3) | 3                                    | Natalia Jiménez                      | México de mi Corazón                                      | –                         |
| 18. Oktober 2019 – 24. Oktober 2019 1 Woche | 1                                    | Los Ángeles Negros                   | 50 años 1968-2018: antes que ustedes nos olviden, en vivo | –                         |
| 1. November 2019 – 7. November 2019 1 Woche (insgesamt 2) | 2                                    | Café Tacuba                          | Un segundo MTV Unplugged                                  | –                         |
| 15. November 2019 – 21. November 2019 1 Woche (insgesamt 2) | 2                                    | Café Tacuba                          | Un segundo MTV Unplugged                                  | –                         |
| 6. Dezember 2019 – 12. Dezember 2019 1 Woche | 1                                    | Sonora Santanera                     | Homenaje a la Música Tropical                             | –                         |
| 13. Dezember 2019 – 16. Januar 2020 5 Wochen | 5                                    | Harry Styles                         | Fine Line                                                 | –                         |

## Belege
1. ↑  https://web.archive.org/web/20190213014146/http://amprofon.com.mx/es/pages/rankings/top-streaming.php
2. ↑  https://web.archive.org/web/20190225055928/https://amprofon.com.mx/es/pages/rankings/top-streaming.php
3. ↑  https://web.archive.org/web/20190416190250/http://amprofon.com.mx/es/pages/rankings/top-streaming.php
4. ↑  https://web.archive.org/web/20190425055936/https://amprofon.com.mx/es/pages/rankings/top-streaming.php
5. ↑  https://web.archive.org/web/20190502060015/https://amprofon.com.mx/es/pages/rankings/top-streaming.php
6. ↑  https://web.archive.org/web/20190507232553/https://amprofon.com.mx/es/pages/rankings/top-streaming.php
7. ↑  https://web.archive.org/web/20190520061051/https://amprofon.com.mx/es/pages/rankings/top-streaming.php
8. ↑  https://web.archive.org/web/20190528192122/https://amprofon.com.mx/es/pages/rankings/top-streaming.php
9. ↑  https://web.archive.org/web/20190617055926/https://amprofon.com.mx/es/pages/rankings/top-streaming.php
10. ↑  https://web.archive.org/web/20190620055931/https://amprofon.com.mx/es/pages/rankings/top-streaming.php
11. ↑  https://web.archive.org/web/20190701055927/https://amprofon.com.mx/es/pages/rankings/top-streaming.php
12. ↑  https://web.archive.org/web/20190704055936/https://amprofon.com.mx/es/pages/rankings/top-streaming.php
13. ↑  https://web.archive.org/web/20190711055915/https://amprofon.com.mx/es/pages/rankings/top-streaming.php
14. ↑  https://web.archive.org/web/20190718060048/https://amprofon.com.mx/es/pages/rankings/top-streaming.php
15. ↑  https://web.archive.org/web/20190729055930/https://amprofon.com.mx/es/pages/rankings/top-streaming.php
16. ↑  https://web.archive.org/web/20190801055914/https://amprofon.com.mx/es/pages/rankings/top-streaming.php
17. ↑  https://web.archive.org/web/20190812055937/https://amprofon.com.mx/es/pages/rankings/top-streaming.php
18. ↑  https://web.archive.org/web/20190815055940/https://amprofon.com.mx/es/pages/rankings/top-streaming.php
19. ↑  https://web.archive.org/web/20190822055940/https://amprofon.com.mx/es/pages/rankings/top-streaming.php
20. ↑  https://web.archive.org/web/20190829055954/https://amprofon.com.mx/es/pages/rankings/top-streaming.php
21. ↑  https://web.archive.org/web/20190916193341/https://amprofon.com.mx/es/pages/rankings/top-streaming.php
22. ↑  https://web.archive.org/web/20190919060006/https://amprofon.com.mx/es/pages/rankings/top-streaming.php
23. ↑  https://web.archive.org/web/20190926055953/https://amprofon.com.mx/es/pages/rankings/top-streaming.php
24. ↑  https://web.archive.org/web/20191003055942/https://amprofon.com.mx/es/pages/rankings/top-streaming.php
25. ↑  https://web.archive.org/web/20191010055945/https://amprofon.com.mx/es/pages/rankings/top-streaming.php
26. ↑  https://web.archive.org/web/20191017055927/https://amprofon.com.mx/es/pages/rankings/top-streaming.php
27. ↑  https://web.archive.org/web/20191028055956/https://amprofon.com.mx/es/pages/rankings/top-streaming.php
28. ↑  https://web.archive.org/web/20191102154951/https://amprofon.com.mx/es/pages/rankings/top-streaming.php
29. ↑  https://web.archive.org/web/20191107060034/https://amprofon.com.mx/es/pages/rankings/top-streaming.php
30. ↑  https://web.archive.org/web/20191114175959/https://amprofon.com.mx/es/pages/rankings/top-streaming.php
31. ↑  https://web.archive.org/web/20191118055935/https://amprofon.com.mx/es/pages/rankings/top-streaming.php
32. ↑  https://web.archive.org/web/20191120231429/https://amprofon.com.mx/es/pages/rankings/top-streaming.php
33. ↑  https://web.archive.org/web/20191127220615/https://amprofon.com.mx/es/pages/rankings/top-streaming.php
34. ↑  https://web.archive.org/web/20191206130336/https://amprofon.com.mx/es/pages/rankings/top-streaming.php
35. ↑  https://web.archive.org/web/20191213130629/https://amprofon.com.mx/es/pages/rankings/top-streaming.php
36. ↑  https://web.archive.org/web/20191223055955/https://amprofon.com.mx/es/pages/rankings/top-streaming.php
37. ↑  https://web.archive.org/web/20190214025514/http://amprofon.com.mx/es/pages/rankings/top-album.php
38. ↑  https://web.archive.org/web/20190416185426/http://amprofon.com.mx/es/pages/rankings/top-album.php
39. ↑  https://web.archive.org/web/20190425055937/https://amprofon.com.mx/es/pages/rankings/top-album.php
40. ↑  https://web.archive.org/web/20190507232432/https://amprofon.com.mx/es/pages/rankings/top-album.php
41. ↑  https://web.archive.org/web/20190520061052/https://amprofon.com.mx/es/pages/rankings/top-album.php
42. ↑  https://web.archive.org/web/20190603055940/https://amprofon.com.mx/es/pages/rankings/top-album.php
43. ↑  https://web.archive.org/web/20190613175936/https://amprofon.com.mx/es/pages/rankings/top-album.php
44. ↑  https://web.archive.org/web/20190615033352/https://amprofon.com.mx/es/pages/rankings/top-album.php
45. ↑  https://web.archive.org/web/20190701055929/https://amprofon.com.mx/es/pages/rankings/top-album.php
46. ↑  https://web.archive.org/web/20190708055939/https://amprofon.com.mx/es/pages/rankings/top-album.php
47. ↑  https://web.archive.org/web/20190718060049/https://amprofon.com.mx/es/pages/rankings/top-album.php
48. ↑  https://web.archive.org/web/20190729055930/https://amprofon.com.mx/es/pages/rankings/top-album.php
49. ↑  https://web.archive.org/web/20190805175939/https://amprofon.com.mx/es/pages/rankings/top-album.php
50. ↑  https://web.archive.org/web/20190812055938/https://amprofon.com.mx/es/pages/rankings/top-album.php
51. ↑  https://web.archive.org/web/20190815055941/https://amprofon.com.mx/es/pages/rankings/top-album.php
52. ↑  https://web.archive.org/web/20190820205906/https://amprofon.com.mx/es/pages/rankings/top-album.php
53. ↑  https://web.archive.org/web/20190829055955/https://amprofon.com.mx/es/pages/rankings/top-album.php
54. ↑  https://web.archive.org/web/20190919060007/https://amprofon.com.mx/es/pages/rankings/top-album.php
55. ↑  https://web.archive.org/web/20190920115218/https://amprofon.com.mx/es/pages/rankings/top-album.php
56. ↑  https://web.archive.org/web/20190927154830/https://amprofon.com.mx/es/pages/rankings/top-album.php
57. ↑  https://web.archive.org/web/20191008194952/https://amprofon.com.mx/es/pages/rankings/top-album.php
58. ↑  https://web.archive.org/web/20191021055950/https://amprofon.com.mx/es/pages/rankings/top-album.php
59. ↑  https://web.archive.org/web/20191108173536/https://amprofon.com.mx/es/pages/rankings/top-album.php
60. ↑  https://web.archive.org/web/20191127220600/https://amprofon.com.mx/es/pages/rankings/top-album.php
61. ↑  https://web.archive.org/web/20191214003131/https://amprofon.com.mx/es/pages/rankings/top-album.php

Siehe auch: Nummer-eins-Hits 2019 in Argentinien,  Australien, Belgien, Brasilien, Bulgarien, Dänemark, Deutschland, Finnland, Frankreich, Griechenland, Irland, Italien, Japan, Kanada, Kolumbien, Kroatien, Malaysia, Neuseeland, den Niederlanden, Norwegen, Österreich, Polen, Portugal, Schweden, der Schweiz, Singapur, Slowakei, Spanien, Südkorea, Tschechien, Ungarn, den Vereinigten Staaten und im Vereinigten Königreich.